# Redea, Argeș
Redea este un sat în comuna Buzoești din județul Argeș, Muntenia, România.